# Alban Köhler
Alban Köhler (* 1. März 1874 in Petsa; † 26. Februar 1947 in Niederselters) war ein deutscher Radiologe.

## Leben
Köhler war der Sohn eines Bauern, besuchte in Altenburg das Gymnasium und studierte Medizin in Berlin, Erlangen und Freiburg im Breisgau. Er wurde 1893 Mitglied in der Burschenschaft Franconia Freiburg. 1897 wurde er in Freiburg zum Dr. med promoviert. Nach Assistentenjahren bei dem Pathologen Georg Schmorl (1861–1932) und dann bei Friedrich Cramer (1847–1903) in Wiesbaden wurde er 1903 Radiologe.
Köhler war 1905 Mitgründer der Deutschen Röntgengesellschaft. Im Jahr 1909 gab er die Grundzüge der Gitter- und Siebbestrahlung mit Röntgenstrahlen bekannt.
Im Jahr 1944 erhielt er die Goethe-Medaille für Kunst und Wissenschaft.

## Schriften (Auswahl)
- Knochenerkrankungen im Röntgenbilde. Wiesbaden 1901.
- Technik der Herstellung fast orthodiagraphischer Herzphotogramme vermittelst Röntgeninstrumentarien mit kleiner Elektrizitätsquelle. In:  Wiener klinische Rundschau. Band 19, 1905, S. 279–282.
- Die normale und pathologische Anatomie des Hüftgelenks und Oberschenkels in röntgenographischer Darstellung. Hamburg 1905.
- Röntgendiagnostik der kindlichen Lungendrüsentuberkulose. Hamburg 1906.
- Ueber eine häufige, bisher anscheinend unbekannter Erkrankung einzelner kindlicher Knochen. Münchener medizinische Wochenschrift. Band 55, 1908, S. 1923–1925. (Über das Freiberg-Köhler-Syndrom).
- Grenzen des Normalen und Anfänge des Pathologischen im Röntgenbilde. Thieme-Verlag Hamburg 1910; 6. Auflage ebenda 1931.
- Röntgenverfahren in der Chirurgie. Berlin 1912.